# Sparda-Bank Austria
Sparda-Bank ist eine Marke der Volksbank Wien und war bis 2017 als Sparda-Bank Austria eGen eine österreichische Genossenschaftsbank in Kooperation mit der Volksbank Gruppe und ist seitdem eine Vertriebsmarke der Volksbank Wien. Kernstrategie ist die Konzentration auf das Privatkundengeschäft und die stark begünstigte Kontoführung für Kunden, die bereit sind, Genossenschaftsmitglieder zu werden.
Zunebst wird der Name Sparda (Eigenschreibweise SPARDA) auch noch von einigen Filialen der BAWAG P.S.K. verwendet. Es handelt sich dabei um die Filialen der ehemaligen Sparda Wien, die bis 1985 ebenfalls eine Genossenschaft war, aber dann in eine AG umgewandelt und von der BAWAG übernommen wurde. Diese wurde 2009 mit der BAWAG verschmolzen, welche derweil auch die P.S.K. gekauft hatte.
Im Jahr 2017 erfolgte die Verschmelzung der Sparda Austria mit der Volksbank Wien. Die bisherige Sparda Austria tritt seitdem als SPARDA-BANK Eine Marke der Volksbank Wien auf.
Sparda steht für Spar- und Darlehnskasse.

## Genossenschaftssystem der Sparda
Die Grundlage der Sparda-Genossenschaften bildet das System Schulze-Delitzsch. Ziel dieses Systems ist, dass die Bank Eigentum aller ihrer Kunden ist, gegenüber diesen sie dann einen Förderauftrag hat. Dazu soll jeder Kunde zumindest einen Geschäftsanteil (gewissermaßen eine Art Aktie mit Fixpreis, mit der nicht gehandelt werden kann) an der Genossenschaft zeichnen, wodurch sich dieses System grundlegend vom System Raiffeisen unterscheidet, bei dem Kundenstock und Genossenschafter nicht identisch sind. Der Geschäftsanteil ist im System der Sparda-Genossenschaften ein in den Statuten bzw. den AGB festgelegter Betrag. Im Falle der Sparda-Bank Austria sind das 75 Euro. Kunden, die einen Geschäftsanteil halten und somit Mitglieder der Genossenschaft sind, werden Bankdienstleistungen zu stark vergünstigten Konditionen geboten. Dies kann z. B. ein kostenloses Girokonto sein. Das System sieht auch vor, dass den Anteilseignern, also den Mitgliedern, eine Dividende ausgezahlt werden kann.

## Geschichte
1868 wurde in Österreich das Spar- und Vorschusskonsortium für die K&K Südbahn gegründet, das vornehmlich in Not geratenen Eisenbahnern half. Anders als in Deutschland überdauerte diese österreichische Eisenbahnerbank den Ersten Weltkrieg nicht.
Nach dem Anschluss Österreichs an das Deutsche Reich 1938 wurden die damaligen BBÖ (Bundesbahnen Österreichs) in die Deutsche Reichsbahn eingegliedert. Im selben Jahr kam aus Berlin die Weisung, dass für jeden Bahndirektionsbezirk eine Eisenbahner-Genossenschaftsbank zu gründen sei. Für Österreich waren das eine in Wien, eine in Linz und eine in Villach.
Bis 1966 bestand eine enge organisatorische Verbindung der Linzer und der Wiener Genossenschaft. Die Wiener Sparda wurde jedoch 1985 in eine Aktiengesellschaft umgewandelt. Deren Alleineigentümer war zum Schluss die BAWAG P.S.K., mit der sie 2009 verschmolzen wurde.

### Österreichische Sparda-Genossenschaftsbanken bis zur Fusion 2016
Bis einschließlich 20. März 2016 waren die beiden verbliebenen österreichischen Sparda-Genossenschaftsbanken zwei rechtlich voneinander unabhängige selbstständige Genossenschaften, die am 21. März 2016 fusioniert wurden. Zu diesem Zweck wurde der Markenauftritt bereits 2015 vereinheitlicht. Die Fusion wurde nötig, da die beiden Sparda-Banken am neuen Volksbank-Haftungsverbund teilnehmen, der nur mehr zwei Spezialbanken abseits der regionalen Volksbanken zulassen darf, von denen eine die fusionierte Sparda ist.
Die Fusion wurde im Dezember 2015 bei der Bundeswettbewerbsbehörde (BWB) angemeldet, genauere Pläne zur Fusion wurden ab Mitte Jänner 2016 der Öffentlichkeit bekanntgegeben.

#### Sparda-Bank Austria Nord
Die Sparda-Bank Austria Nord verfügte zuletzt über 16 Geschäftsstellen in Oberösterreich und Salzburg sowie je eine in der Steiermark und in Niederösterreich, wobei mit dem Ausbau des Filialnetzes erst 1977 begonnen wurde. Die Bank stand unter der Leitung der beiden Geschäftsleiter Otto Burger und Wolfgang Ehrengruber.
Die Bank hatte zum 31. Dezember 2008 eine Bilanzsumme von 322,9 Millionen Euro (2007: 293 Millionen Euro). Die Spareinlagen betrugen 273,4 Millionen Euro (2007: 247,8 Millionen Euro) und die Bank hatte Kredite in Höhe von 101,7 Millionen Euro (2007: 97,1 Millionen Euro) vergeben. Die anrechenbaren Eigenmittel gemäß Bankwesengesetz in Höhe von 16,6 Millionen Euro entsprechen 13,1 % der fiktiven Bemessungsgrundlage für das Gesamtrisiko. Die Eigenmittelausstattung lag daher weit über dem gesetzlichen Erfordernis von 8 % (10,1 Millionen Euro).

#### Sparda-Bank Austria Süd
Am 18. Dezember 2013 eröffnete die Sparda-Bank Austria Süd in 1020 Wien am Praterstern ihre erste Wiener Filiale. Sie verfügte zuletzt über 12 Filialen in Vorarlberg, Tirol, Kärnten, Steiermark und Wien/NÖ. Die Unternehmenszentrale befand sich in Villach. Aus Anlass des 75-jährigen Bestehens wurde der Sparda-Bank Austria Süd 2013 vom Bürgermeister der Stadt Villach das Villacher Stadtwappen verliehen.
Die Bilanzsumme betrug zum 31. Dezember 2013 422,9 Mio. Euro. In ihrem Geschäftsgebiet wurden per 31. Dezember 2013 insgesamt 44.437 Mitglieder von 128 Mitarbeitern betreut. Durch die stark begünstigte Kontoführung konnten sich die Mitglieder im Jahr 2013 insgesamt ca. 3,7 Mio. Euro ersparen.

#### Sparda-Bank Wien

Markenlogo der Sparda-Bank Wien

Die ursprünglich hundertprozentige Tochtergesellschaft der BAWAG P.S.K., die zum Unterschied zu den beiden anderen Sparda-Banken in der Rechtsform einer Aktiengesellschaft geführt wurde, hatte zuletzt eine Bilanzsumme von 140 Millionen Euro bekanntgegeben. Im Jänner 2009 erfolgte die Verschmelzung mit der BAWAG P.S.K.

### Namensänderungen

#### Wien
| Zeitpunkt               | neuer Name                                    |
| ----------------------- | --------------------------------------------- |
| 1938 (gegründet)        | Reichsbahn-Spar- und Darlehnskasse Wien rGmbH |
| 1985 (Umwandlung in AG) | Sparda Bank AG                                |

#### Linz
| Zeitpunkt                      | neuer Name                                    |
| ------------------------------ | --------------------------------------------- |
| 01. September 1938 (gegründet) | Reichsbahn-Spar- und Darlehnskasse Linz rGmbH |
| 04. Februar 1946               | Eisenbahn Spar- und Darlehnskasse Linz        |
| ?                              | Sparda-Bank Linz reg.Gen.m.b.H.               |
| Dezember 2013                  | Sparda-Bank Austria Nord eGen                 |

#### Villach
| Zeitpunkt                   | neuer Name                                                                                              |
| --------------------------- | --- |
| 26. August 1938 (gegründet) | Reichsbahn-Spar- und Darlehenskasse Villach rGmbH                                                       |
| 21. April 1941              | Reichsbahnsparkasse Villach                                                                             |
| 27. Juni 1950               | Eisenbahn Spar- und Darlehnskasse Villach                                                               |
| ?                           | Sparda Villach Spar- und Darlehnskasse österreichischer Eisenbahnbediensteter reg. Gen.m.b.H            |
| 30. August 1984             | Sparda Villach/Innsbruck Spar- und Darlehnskasse österreichischer Eisenbahnbediensteter reg. Gen.m.b.H. |
| ?                           | Sparda-Bank Villach/Innsbruck reg. Gen. m.b.H.                                                          |
| 13. Dezember 2013           | Sparda-Bank Austria Süd eGen                                                                            |

#### Fusionierte Sparda
| Zeitpunkt     | neuer Name               |
| ------------- | ------------------------ |
| 21. März 2016 | Sparda-Bank Austria eGen |

## Sparda-Bank Austria ab 2016

### Sparda-Bank Austria seit Fusion 2016
Mit 21. März 2016 ist die Sparda-Bank Austria Nord eGen in der Sparda-Bank Austria Süd eGen aufgegangen. Der dazu nötige Beschluss zur Verschmelzung der Sparda-Bank Austria Nord eGen als übertragende Genossenschaft mit der Sparda-Bank Austria Süd eGen als übernehmende Genossenschaft zur Sparda-Bank Austria eGen wurde in der außerordentlichen Generalversammlung vom 22. Jänner 2016 gefasst. Die technische Fusion wurde am 19. und 20. März 2016 durchgeführt. Beide Zentralen, in Villach und Linz, sind erhalten geblieben, jedoch ist der neue offizielle Sitz der Genossenschaft Linz. Die gemeinsame Bankleitzahl sowie der gemeinsame SWIFT/BIC stammen von der ehem. Sparda-Bank Austria Süd eGen. Der bisherige Genossenschaftsanteil für Mitglieder wird von bisher 15 Euro (Nord) bzw. 50 Euro (Süd) auf einheitlich 75 Euro angehoben, um damit die Eigenkapitalquote zu verbessern. Halten Mitglieder bereits zuvor mehr als einen Genossenschaftsanteil, so werden im Regelfall die nicht verpflichtend gezeichneten Anteile herangezogen, um die 75 Euro Mindestanteil aufzufüllen, wobei jedoch jeder Einzelfall geprüft wird, da relevant ist, zu welchem Zweck die Genossenschaftsanteile ursprünglich gezeichnet wurden. Strategisch konzentriert sich die neue Sparda-Bank Austria vor allem auf das Onlinegeschäft. Im Zuge der Fusion ist auch ein Personal- bzw. Mannstundenabbau vorgesehen, der jedoch nicht durch Kündigungen, sondern über Pensionierungen und individuelle Arbeitszeitreduzierung erfolgen soll, um sozial verträglich vorzugehen. Veränderungen in der Eigentümerstruktur sind angedacht, jedoch noch nicht realisiert.

### Sparda-Bank als Marke der Volksbank Wien ab 2017
Im August 2017 fusionierte die bisherige Sparda-Bank Austria mit der Volksbank Wien AG. Die Filialen wurden auf SPARDA-BANK - Eine Marke der Volksbank Wien umfirmiert. Die Sparda-Bank besitzt daher keine eigene Bankleitzahl (BIC) mehr, sondern verwendet die Institutsdaten der Volksbank Wien (43000 bzw. VBOEATWW).